# Grosser Solstein
Le Großer Solstein est une montagne qui s’élève à 2 541 m d’altitude dans les Karwendel, en Autriche.